# Jason Ritter
Jason Morgan Ritter (ur. 17 lutego 1980 w Los Angeles) – amerykański aktor filmowy i telewizyjny, najlepiej znany jako Kevin Girardi z serialu CBS Joan z Arkadii, Ethan Haas z sitcomu CBS Nasza klasa, Sean Walker w serialu NBC The Event: Zdarzenie oraz głos Masona "Dippera" Pinesa w serialu animowanym Wodogrzmoty Małe. Rola Marka Cyra w serialu NBC Parenthood przyniosła mu nominację do nagrody Emmy.

## Życiorys

### Wczesne lata
Urodził się w Los Angeles w stanie Kalifornia jako syn pary aktorskiej Nancy Morgan i Johna Rittera (1948–2003). Jego dziadek Tex Ritter (1905-1974) był piosenkarzem i kompozytorem gatunku country, a babka Dorothy Fay (1915–2003) była aktorką. Dorastał z młodszym rodzeństwem: siostrą Carly (ur. 1 marca 1982) i bratem Tylerem (ur. 31 stycznia 1985).
Kiedy miał 16 lat, jego rodzice rozwiedli się. W 1999 jego ojciec ożenił się z aktorką Amy Yasbeck, z którą miał córkę Stellę (ur. 11 września 1998).
W szkole średniej Crossroads School w Santa Monica jego kolegą był Simon Helberg, z którym dzielił pokój w Nowym Jorku podczas studiów aktorskich w Tisch School of the Arts (2002) i Atlantic Theatre Company. Studiował także w Royal Academy of Dramatic Art w Londynie.

### Kariera
Jako 10-latek zadebiutował na szklanym ekranie u boku swoich rodziców, Rue McClanahan i Annette O'Toole w biograficznym dramacie familijnym NBC The Dreamer of Oz: The L. Frank Baum Story (1990) w reżyserii Jacka Bendera. Po występie w roli Todda w operze mydlanej Dni naszego życia (1999), pojawił się na kinowym ekranie jako Randy w dreszczowcu Wielbicielka (Swimfan, 2002) z Jesse Bradfordem i Eriką Christensen. Wystąpił także jako Will Rollins w slasherze Ronny'ego Yu Freddy kontra Jason (2003). 
W komedii romantycznej dla młodzieży Szansa na Sukces (Raise Your Voise, 2004) wcielił się w postać Paula Fletchera, brata głównej bohaterki, granej przez Hilary Duff, który ginie w drodze powrotnej z koncertu zespołu Three Days Grace, na który wymknął się wraz z siostrą. 
Zagrał rolę Mike'a w dramacie kryminalnym 7 minut (7 Minutes, 2014) u boku Luke'a Mitchella, Joela Murraya i Krisa Kristoffersona.
W 2000 grał na scenie nowojorskiego Atlantic Theater w spektaklu The Beginning of August. W 2002 podczas New York International Fringe Festival wystąpił w przedstawieniu Johnny Panic and the Bible of Dreams.
W serialu Joan z Arkadii (2003–2005) wcielił się w postać starszego brata Joan, Kevina, który z powodu nieszczęśliwego wypadku, zostaje sparaliżowany od pasa w dół i musi poruszać się na wózku inwalidzkim.
W latach 1999–2013 był w związku z Marianną Palką. Od roku 2013 związał się z Melanie Lynskey.